# 费斯蒂尼 (约讷省)
费斯蒂尼（法語：Festigny，法語發音：[fɛstiɲi]）是法国勃艮第-弗朗什-孔泰大区约讷省的一个市镇，属于欧塞尔区。

## 地理
费斯蒂尼（47°33'15"N, 3°32'15"E）面积5.56 平方千米，位于法国勃艮第-弗朗什-孔泰大區约讷省，该省份为法国中北部内陆省份，西接卢瓦雷省，西北接塞纳-马恩省，南至涅夫勒省，东临科多尔省，东北与奥布省接壤。
与费斯蒂尼接壤的市镇（或旧市镇、城区）包括：库尔松莱卡里耶尔、约讷河畔库朗日、克兰、马伊堡。

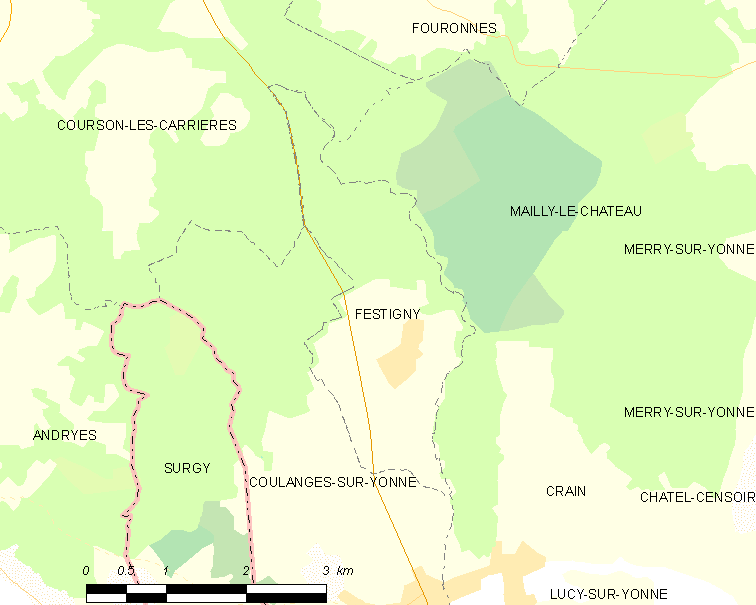
的OSM定位图

费斯蒂尼的时区为UTC+01:00、UTC+02:00（夏令时）。

## 行政
费斯蒂尼的邮政编码为89480，INSEE市镇编码为89164。

## 政治
费斯蒂尼所属的省级选区为茹拉维尔县。

## 人口

1962-2008年间人口变化图示

费斯蒂尼于2022年1月1日时的人口数量为92人。